# Bakufu d'Ōkura

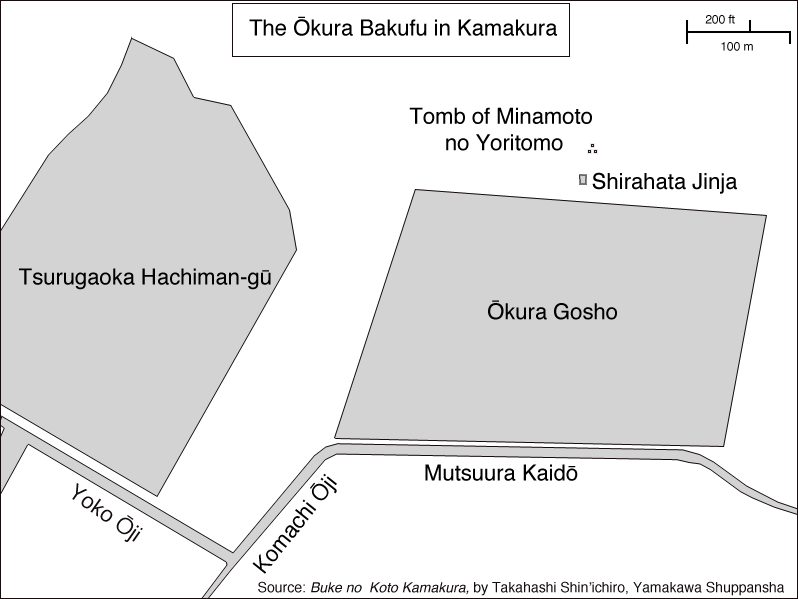
Une carte du bakufu d'Ōkura

Le bakufu d'Ōkura ou shogunat d'Ōkura (大蔵幕府／大倉幕府, Ōkura bakufu), aussi appelé Ōkura gosho (大蔵御所), est le nom du premier gouvernement du shogun Minamoto no Yoritomo.
Il tient son nom de l'endroit à Kamakura, préfecture de Kanagawa, où se tient le palais de Yoritomo. Ōkura est la zone comprise entre Tsurugaoka Hachiman-gū, le col d'Asaina, la rivière Nameri et le temple zen Zuisen-ji. Le complexe s'étend approximativement du Mutsuura Kaidō à la tombe de Minamoto no Yoritomo (en), et de la rivière Nishi Mikado (ou du Tsurugaoka Hachiman-gū) à la rivière Higashi Mikado (environ 800 × 600 m).

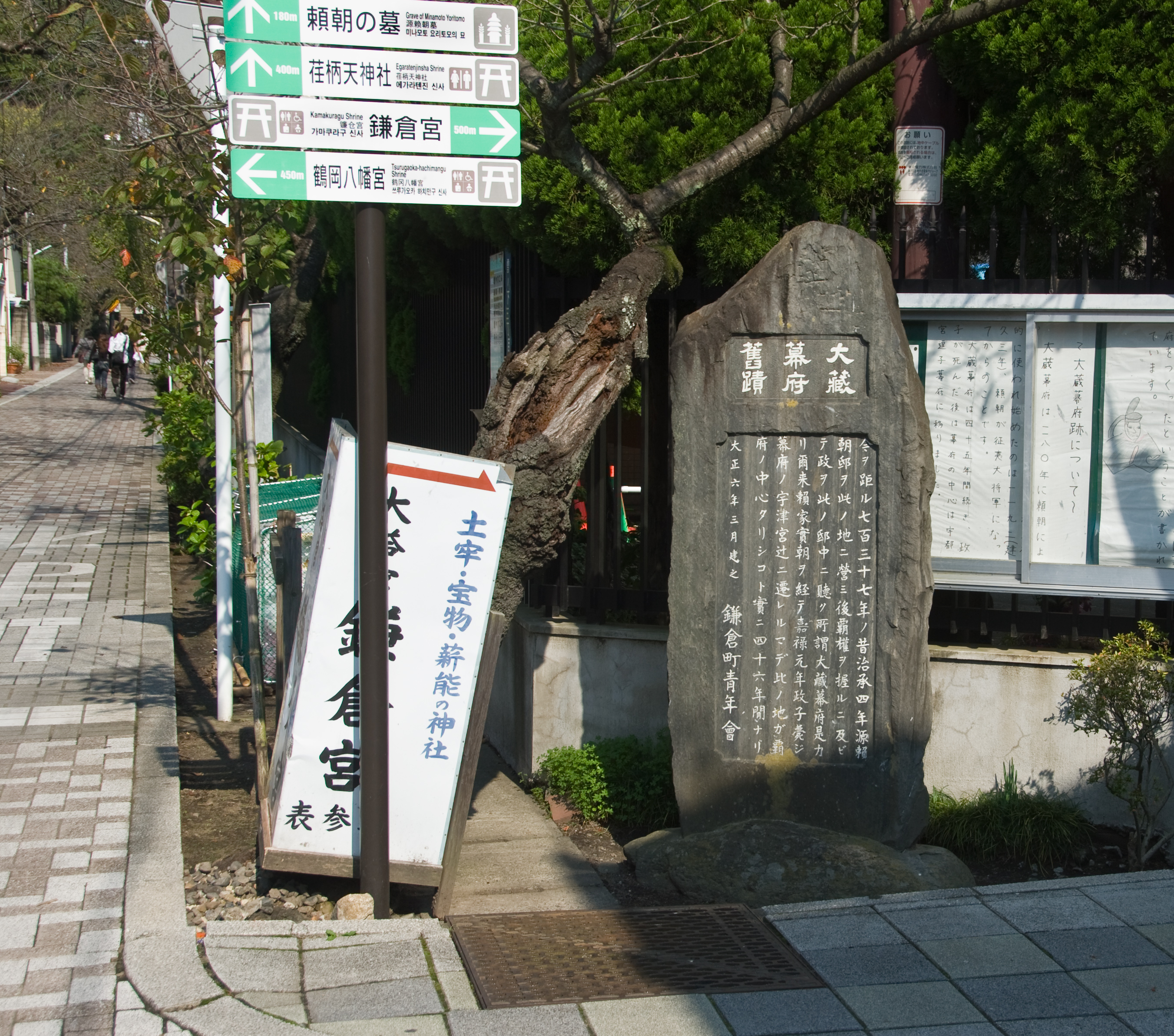
Stèle marquant l'endroit où demeurait le gouvernement du bakufu Ōkura

Une stèle de pierre noire qui marque le centre de la zone où se tenait le gouvernement de Yoritomo porte l'inscription suivante:

« Il y a 820 ans en 1180, Minamoto no Yoritomo construit ici sa résidence. Après avoir consolidé son pouvoir, c'est d'ici qu'il gouverne et son gouvernement est pour cela appelé bakufu Ōkura. Ses fils Yoriie et Sanetomo lui succèdent et cet endroit reste le siège du gouvernement pendant 46 ans, jusqu'à la mort de son épouse Hōjō Masako en 1225. Il est alors transféré au Utsunomiya Tsuji (宇津宮辻).

Érigé en mars 1917 par le Kamakura-machi Seinendan »

En 1213, Wada Yoshimori se rebelle contre les régents Hōjō lors de ce qui est appelé le « Wada Kassen » et son célèbre fils Asahina Yoshihide fait irruption dans le bakufu d'Ōkura et y met le feu. Il est plus tard rebâti. De nombreux puissants gokenin possèdent leur résidence à Ōkura, qui est donc l'une des parties les plus importantes de la ville médiévale de Kamakura.
Le palais a donné leurs noms également à au moins deux autres quartiers de Kamakura, Nishi Mikado (en) et Higashi Mikado. Les deux noms signifient respectivement « porte de l'ouest » et « porte de l'est », du nom de la plus proche porte du bakufu Ōkura. L'endroit à présent appelé Nikaidō (en) (二階堂) portait auparavant le nom de « Higashi Mikado », nom qui est parfois encore utilisé. Kita Mikado  existe encore mais ne constitue pas un chō.